# Коловраты
Коловраты (чеш. Kolovratové) — старинный чешский дворянский род. Фамилия происходит от названия родовой деревни Коловраты (что означает «близ ворот»).
С XV века разделялся на две главные линии: Коловрат-Краковские (от замка Краковец) и Коловрат-Либштейнские.
Из Коловрат-Краковских известны:
- Альбрехт Вильгельм (1600—1689), бывший в 1652 г. президентом чешского двора;
- его сын Вильгельм-Альбрехт (1678—1738), назначенный в 1736 году высочайшим канцлером Чешского королевства;
- Ян Карл (род. 1795) — покровитель Матицы чешской;
- Леопольд (1796—1859), занимавший под конец жизни должность государственного конференц-министра.
- Коловрат-Краковский, Александр Йозеф (1886—1927) — австрийский кинопродюсер
- Коловрат-Краковский, Иоганн Карл (1748—1816) — граф, австрийский фельдмаршал.

Из Коловрат-Либштейнских известны: 
- Коловрат-Либштейнский, Франц Антон (1778—1861) — австрийский государственный деятель, высочайший бургграф Чешского королевства, премьер министр Австрийской империи.